# Übergangstheologie
Die Übergangstheologie steht zeitlich zwischen der lutherischen Orthodoxie und der Neologie und wird üblicherweise in der ersten Hälfte des 18. Jahrhunderts in Mitteleuropa verortet. Mit diesem Begriff wird der Versuch bezeichnet, die Theologie mit den Ansprüchen der Vernunft zu vereinbaren. Eine Art Synthese zwischen Theologie und Vernunft also.

## Vertreter der Übergangstheologie
- Johann Franz Buddeus: seine Theologie erhob den Anspruch, mit der Wolffschen Philosophie ins Gespräch treten zu können.
- Johann Lorenz von Mosheim: er reduziert die Theologie auf eine Ethik, vergleiche auch sein Werk Sittenlehre der Heiligen Schrift. Außerdem gelingt ihm der Versuch einer unparteiischen Kirchengeschichtsschreibung.
- Siegmund Jakob Baumgarten: seiner Meinung nach ist die Bibel die inspirierte Grundlage der Theologie, wobei jedoch der Autor und nicht das einzelne Wort inspiriert ist.